# 線擬鮃
線擬鮃為輻鰭魚綱鰈形目鰈亞目鮃科的其中一種，為深海魚類，分布於西太平洋珊瑚海海域，棲息深度300-330公尺，體長可達8.8公分，棲息在底層水域，生活習性不明。

## 扩展阅读
維基物種上的相關：線擬鮃